# 石川敏夫
石川 敏夫（いしかわ としお）は、東京都出身の洋画家。

## 出品略歴
東京セントラル美術館油絵大賞展、上野の森美術館絵画大賞展、彫刻の森美術館秀作展、昭和会展招待、一陽展、一陽会東京展、二科展、二科東京会展、銀座大賞展、日本風景美展、具象表現展、EAST MEETS WEST展（NYC）、Artexpo New York招待（NYC）、Art San Diego（SAN）、日仏現代美術展（PAR・TYO・OSA）、サロン・ドートンヌ展（PAR）、日本・フランス現代美術世界展、オートフィユ展（PAR）、北京首都芸術博覧会（CHN）、JR上野駅展、無限会展等出品。タイムズスクエア・ビルボード作品展示（NYC）、グループ展、個展。現在、一陽会会員。

## 受賞歴
- 1982年 創展奨励賞（以後1984、85、86年同賞受賞）
- 1990年 上野の森美術館日本の自然を描く展優秀賞
- 1993年 現代洋画精鋭選抜展銅賞（現.絵の現在展・以後2001年同賞受賞）
- 2001年 二科東京会展奨励賞
- 2005年 二科展第90回記念賞
- 2007年 一陽展奨励賞
- 2008年 台東区議会議長賞
- 2012年 一陽会東京展東美賞(以後2015年同賞受賞）
- 2014年 フルール・ド・リス賞　一陽会東京展奨励賞
- 2015年 Chelsea International Fine Art Competition 佳作賞（NYC）
- 2016年 Great Leap展 優秀賞
- 2017年 Artavita Contest First place (CA)
- 2019年 Spotlight Cover Contest 佳作賞（PAR）
- 2020年 CFA Artist of the Year Contest 2019 - Finalist Award（NYC）
- 2025年 一陽会東京展特待賞

## 外部サイト
- 公式サイト